# リヒャルト・シュトレービンガー
リヒャルト・シュトレービンガー（ドイツ語: Richard Strebinger、1993年2月14日 - ）は、オーストリア・ウィーナー・ノイシュタット出身の同国代表サッカー選手。ポジションはGK。

## 経歴

### クラブ

#### オーストリア(アカデミー時代)
SCピースティングのユースチームでサッカーを始める。FVクラブ83・ウィーナー・ノイシュタットを経てAKA・サンクト・ペルテンに移り、そこのユースチームでプレー。GKとして出場していた国内U-15リーグで優勝。

#### ヘルタ・ベルリン
2008年夏、オーストリアを離れ、ヘルタ・ベルリンのU-17のチームに移籍。そこで早くから頭角を現し、ドイツU-17・ブンデスリーガでプレー。2010-11シーズンでU-16のチームからU-23のチームに昇格する。当初はほぼU-19でプレーしていたが、シーズン折り返し以降は常時U-23のチームでプレー。2010年12月12日、GKのマイケル・エルツとマルコ・セーニャの怪我の為、初めてトップチームにベンチ入りする。しかし、2人のキーパーの復帰後は再びU-23のチームでプレーする。次のシーズンもセカンドチームにとどまり、トップチーム入りすることはなかった。2012年4月半ば、ヴェルダー・ブレーメンと交渉の席に着くことになる。

#### ヴェルダー・ブレーメン
2012年5月23日、ヴェルダー・ブレーメンに完全移籍することが発表された。契約は2014年6月30日まで。最初はU-23でプレーしながら、少しずつドイツ・ブンデスリーガのレベルへと実力を伸ばしていく。正GKのセバスティアン・ミエリッツ、2番手のラファエル・ヴォルフに続く3番手として最初のシーズンに臨んだ。U-23では、正GKとしてレギオナールリーガ・ノルドでプレーした。2014年4月、ヴェルダー・ブレーメンと2017年夏まで契約を延長する。2014-15シーズンの折り返しには、ラファエル・ヴォルフに続く、2番手のGKになっていた。2014年12月7日ヴィクトール・スクリプニク監督の下、アイントラハト・フランクフルトとの試合で怪我をした正GKのヴォルフに代わり、後半59分、1-2のスコアの中ブンデスリーガにデビュー。試合は2-5で敗れる。

#### SSVヤーン・レーゲンスブルク
2015年1月27日、3部リーグのSSVヤーン・レーゲンスブルクにシーズン終了までの期限付き移籍。

#### SKラピード・ウィーン
2015年6月26日、SSVヤーン・レーゲンスブルクが3部からの降格が決定した後、SKラピード・ウィーンがオファーを提示し、3年契約を結ぶ
。2017年12月初め、早い段階で2022年夏まで4年の契約延長が決定する。

### レギア・ワルシャワ
2022年2月20日、レギア・ワルシャワに移籍。

### 代表
2010年3月19日、フィンランドU17代表との親善試合でオーストリアU17代表としてデビュー。GKとして90分ピッチに立ち、試合は3-3の引き分け。
2010年9月1日、初めてオーストリアU18選抜チームでプレーする。スロヴェニアU18代表と対戦し、4-2でオーストリアが勝利。それから1年とたたない2011年5月18日、ドイツU18代表との親善試合で0-1と負けたものの、オーストリアU19代表にGKとして選ばれる。2012年9月7日、オーストリアU21代表に初めて招集されるが、オランダU21代表との試合で出場することなく、1-4で敗北を喫する。2012年10月15日、ハンガリーU21代表に対し3-1で勝利した試合でデビューを果たす。
2018年5月、初めてA代表に召集される。2018年10月、デンマークとのテストマッチで先発メンバーとして代表デビューを果たす。